# ハロルド・カーマイケル
ハロルド・カーマイケル（Harold Carmichael 1949年9月22日- ）はフロリダ州ジャクソンビル出身の元アメリカンフットボール選手。NFLのフィラデルフィア・イーグルスで13シーズン、ダラス・カウボーイズで1シーズンプレーした。彼は歴代のワイドレシーバーで最も背の高い選手である。
2020年、プロフットボール殿堂入りした。

## 経歴
サザン大学では4シーズン先発ワイドレシーバーを務め、4年次にはオールカンファレンス、オールアメリカンに選出されたがチームトップの数字は残さなかった。1971年のNFLドラフト7巡目全体161番目でフィラデルフィア・イーグルスに指名されて入団した。新人の1971年、彼はタイトエンドとして起用され、先発出場6試合を含む9試合に出場し、チーム4位の20キャッチをあげた。翌1972年からはワイドレシーバーとして起用されるようになり、先発出場5試合を含む13試合に出場し、20キャッチ、2タッチダウンをあげた。1973年、チームにはQBローマン・ゲイブリエルが加入した。彼は67キャッチでNFLトップの1116ヤード、平均16.7ヤード、9タッチダウンを獲得しプロボウルに初めて選出された。その後チームは3シーズンQBに人材を得ることができず、147回のキャッチで20タッチダウンをあげたが平均獲得ヤードは13ヤード未満にとどまった。1977年にオールプロのタイトエンド、チャーリー・ヤングとのトレードでロサンゼルス・ラムズから加入したロン・ジャウォースキーが先発QBとなり、チームに安定感をもたらすと彼は42回のキャッチで平均14.5ヤードを獲得、7タッチダウンをあげた。
1978年には55回のキャッチで自己ベストの平均19.5ヤードを獲得、NFL3位の1072ヤードをレシーブで獲得、8タッチダウンをあげて2度目のプロボウルに選ばれた。チームはワイルドカードでプレーオフに進出し、アトランタ・ファルコンズ戦で彼はタッチダウンをあげたが相手QBスティーブ・バートコウスキーの活躍で逆転負けを喫した。
1979年、1980年も連続してプロボウルに選出された。1979年には100キャッチで平均17ヤードを獲得、NFL2位、自己最高の11タッチダウンレシーブをあげた。チームは1960年以来となるNFC東地区優勝を果たし、プレーオフのシカゴ・ベアーズ戦では6回のキャッチで111ヤード、2TDをあげる活躍を見せた。翌週のタンパベイ・バッカニアーズ戦でも3回のレシーブで92ヤード、1TDをあげたがチームは敗れた。
1980年、チームは12勝4敗で地区優勝を果たし彼も平均17ヤードを稼いだ。ディビジョナルプレーオフのミネソタ・バイキングス戦では7キャッチ、1タッチダウンの活躍を見せ、ダラス・カウボーイズとのNFCチャンピオンシップゲームではRBウィルバート・モンゴメリーが194ヤードを走る活躍を見せてスーパーボウル出場を決めた。第15回スーパーボウルの相手はワイルドカードからAFCを勝ち上がったオークランド・レイダースであった。レギュラーシーズン両チームは対戦しており守備陣の活躍で10-7と勝利していた。彼はチームトップとなる5キャッチで83ヤードを獲得したがチームは多くの反則や相手LBのロッド・マーティンの3インターセプトなどにより敗れた。
1981年、61回のキャッチで1028ヤードを獲得、6タッチダウン、ダラス・カウボーイズ戦では自己最長の85ヤードのTDレシーブをあげた。ワイルドカードでプレーオフに進出しニューヨーク・ジャイアンツ戦で彼はタッチダウンをあげたがチームは敗れディック・ヴァーミールヘッドコーチはチームを去った。
ストライキで短縮された1982年には35回のキャッチで540ヤード、4タッチダウンをあげたがヴァーミールヘッドコーチの去ったチームは3勝6敗に終わった。34歳となった1983年には38回のキャッチで3回のタッチダウンに終わった。この年キャリア唯一となる45ヤードのタッチダウンパスを成功させた。エースWRの座をマイク・クイックに明け渡した彼はシーズン終了とともに彼はイーグルスを放出された。
1984年にトレーニングキャンプをホールドアウトしているウェズリー・ウォーカーの代役としてニューヨーク・ジェッツに加入したが、シーズン開幕直前にウォーカーがジェッツと契約を結ぶと開幕ロースター49人の中には残れず、カットされた。その後ダラス・カウボーイズに加入、2試合に出場し1キャッチを記録したが、ついに彼は引退を決意した。
1984年シーズンまでに当時歴代6位となる590キャッチ、レシーブ獲得8985ヤード、79タッチダウンレシーブの成績を残した。現在でもNFL歴代18位のレシーブタッチダウンにランクされている。また当時の新記録となった1980年12月まで127試合連続でパスをキャッチしており、この記録は現在でもNFL歴代6位となっている。
プロフットボール殿堂メンバーより、NFL1970年代オールディケイドチームに選ばれている。
またサザン大学、ルイジアナ州、ジャクソンビルのスポーツ殿堂入りを果たしている。
2006年10月、スポーツ・イラストレイテッドのポール・ジマーマンにヘンリー・エラード、マイケル・アービン、アンドレ・リードと並んで殿堂入り候補として名前をあげられた。

## プレースタイル
彼は大きなサイズとともに確実性の高いキャッチ能力によってイーグルスのパスターゲットであり続けた。また大きなストライドは相手選手をしばしば抜き去ってキャリア通算では1回あたり15ヤードを獲得している。
レッドゾーンオフェンス（敵陣20ヤード以内に入ってからの攻撃）では相手にとって危険な存在でありブロッカーとしても活躍した。